# بخش نظرکهریزی
بخش نظرکهریزی یکی از بخش‌های تابعه شهرستان هشترود در استان آذربایجان شرقی در شمال غربی ایران است.

## تقسیمات کشوری
- بخش نظرکهریزی
  - دهستان قرانقو
  - دهستان نظرکهریزی

شهرها: نظر کهریزی

## جمعیت
بنابر سرشماری مرکز آمار ایران، جمعیت بخش نظر کهریزی شهرستان هشترود در سال ۱۳۸۵ برابر با ۱۸۷۲۸ نفر بوده است.